# Real Groove
"Real Groove" é uma canção da cantora australiana Kylie Minogue para seu décimo quinto álbum de estúdio, Disco (2020). Minogue anunciou a música como o terceiro single oficial do álbum em 5 de dezembro de 2020 pela Darenote e BMG, durante sua aparição no Saturday Morning Show de Graham Norton na BBC Radio 2. Minogue co-escreveu a canção com Alida Garpestad, bem como seus produtores Teemu Brunila e Nico Stadi. "Real Groove" é uma música disco-pop que apresenta graves de baixo funk, cordas e um efeito de vocoder. Liricamente, ela fala sobre Minogue comparando o novo interesse amoroso de um ex-amor com seu relacionamento anterior.
Em 31 de dezembro de 2020, uma versão remixada de "Real Groove" com a cantora inglesa Dua Lipa, com o subtítulo Studio 2054 Remix, foi lançada nas plataformas digitais. O remix contou com uma produção atualizada, conduzida pelo diretor musical de Lipa, William Bowerman, bem como uma seção instrumental estendida no meio da música.

## Histórico e lançamento
"Real Groove" foi co-escrita por Kylie, Alida Gaprestad e seus produtores Teemu Brunila e Nico Stadi. A música foi gravada em confinamento durante a pandemia de COVID-19. A canção mantém coesão com a estética disco do álbum, mas foi notada por incorporar elementos da música R&B, empregando o uso de um "baixo funk".
Minogue comentou sobre o processo de gravação de "Real Groove":
Como estava gravando meus próprios vocais em casa, me peguei fazendo muito mais tomadas do que normalmente faria, a ponto de literalmente ter que me afastar do laptop. ‘Real Groove’ foi uma das músicas em que fiz mais tomadas. Eu queria diminuir a melodia meio tom. Experimentamos fazer isso mais baixo, mas no final das contas as notas mais altas eram o ponto ideal. Você não sabe o que está por vir, e então a música acaba realmente bombando. Valeu o esforço. — Kylie Minogue em entrevista à Apple Music.
"Real Groove" foi anunciada como o terceiro single oficial do álbum em 5 de dezembro, quando Minogue apareceu no Saturday Morning Show de Graham Norton na BBC Radio 2. Após a aparição de Minogue na transmissão ao vivo do Studio 2054 de Dua Lipa, Minogue se juntou a Lipa no "remix superespecial" da música, que apresentava vocais adicionais de Lipa durante o refrão, bem como uma nova produção para o canção.

## Desempenho comercial
Apesar de não ser um single na época, "Real Groove" entrou e alcançou a posição 26 na parada Hot Dance/Electronic Songs dos EUA. Depois de um dia de rastreamento, o remix do Studio 2054 entrou no UK Singles Downloads Chart na posição vinte e cinco. O remix entrou no UK Singles Chart no número 95, tornando-se o 61º de Minogue e o 19º de Lipa no Top 100.

## As apresentações ao vivo
"Real Groove" foi tocada pela primeira vez por Minogue durante sua transmissão ao vivo Infinite Disco, que aconteceu em 7 de novembro de 2020; a transmissão ao vivo focava principalmente em músicas do Disco, e também incluía músicas do resto da carreira da cantora. O desempenho de "Real Groove" incorpora piso de LED e lasers. Minogue se juntou à cantora inglesa Dua Lipa durante sua transmissão ao vivo no Studio 2054 em 27 de novembro de 2020; a transmissão ao vivo foi em apoio ao segundo álbum de estúdio de Lipa, Future Nostalgia (2020), onde Minogue apareceu como um dos oito convidados especiais; a dupla cantou um trecho de "Real Groove" como parte de um medley, junto com as canções "One Kiss" e "Electricity" de Lipa. Em 5 de dezembro, Minogue apareceu no The Jonathan Ross Show, durante a qual deu uma entrevista, e fechou o show com uma performance de "Real Groove".

## Faixas e formatos
Digital download — EP
1. "Real Groove" – 3:14
2. "Real Groove" (Studio 2054 Remix) – 4:22
3. "Real Groove" (Cheap Cuts Remix) – 4:24
4. "Real Groove" (Claus Neonors Remix) – 3:50

Digital download — Studio 2054 Remix
1. "Real Groove" (Studio 2054 Remix) – 4:22

Vinil de 7 polegadas
1. "Real Groove" – 3:14
2. "Real Groove" (Studio 2054 Remix) – 4:22

## Créditos e pessoal
Créditos adaptados do Tidal.
| - Kylie Minogue — compositora, vocalista - Nico Stadi — compositor, baixo, guitarra, teclados, cordas, arranjador de cordas, produtor programador de bateria, engenheiro - Teemu Brunila — compositor, violão, programador de bateria, produtor, engenheiro - Alida Garpestad — compositora - Dick Beetham — engenheiro - Dua Lipa — vocais adicionais (Studio 2054 Remix) - William Bowerman — produtor (Studio 2054 Remix) - Elize Kellman — vocais de fundo (Studio 2054 Remix) | - Izzy Chase — vocais de fundo (Studio 2054 Remix) - Naomi Scarlett — vocais de fundo (Studio 2054 Remix) - Wilson Atie — vocais de fundo (Studio 2054 Remix) - Alex Hancox — baixo (Studio 2054 Remix) - Samson Jatto — bateria (Studio 2054 Remix) - Ed Seed — guitarra (Studio 2054 Remix) - Georgie Ward — piano, sintetizador (Studio 2054 Remix) - Stevie Blacke — arranjador de cordas (Studio 2054 Remix) |

## Desempenho nas tabelas musicais
| País — Tabela musical (2020)                          | Melhor posição |
| ----------------------------------------------------- | -------------- |
| Estados Unidos (Billboard Hot Dance/Electronic Songs) | 26             |
| Reino Unido (UK Indie Chart)                          | 36             |

| País — Tabela musical (2021)                                   | Melhor posição |
| -------------------------------------------------------------- | -------------- |
| Estados Unidos (Billboard Dance/Electronic Digital Song Sales) | 15             |
| Nova Zelândia (Hot Singles RMNZ)                               | 8              |
| Reino Unido (UK Singles Chart)                                 | 95             |
| Reino Unido (UK Indie Chart)                                   | 27             |

## Histórico de lançamento
| Região      | Data                   | Formato(s)                 | Versão                     | Gravadora(s)           | Ref.          |
| ----------- | ---------------------- | -------------------------- | -------------------------- | ---------------------- | ------------- |
| Várias      | 31 de dezembro de 2020 | Download digital streaming | Studio 2054 Remix          | Darenote BMG Liberator | [ 3 ] [ 25 ]  |
| Reino Unido | 2 de janeiro de 2021   | Rádios mainstream          | Versão original            | BMG                    | [ 26 ]        |
| Várias      | 20 de janeiro de 2021  | Download digital streaming | EP                         | Darenote BMG           | [ 19 ] [ 27 ] |
| Várias      | 30 de abril de 2021    | Vinil de 7 polegadas       | Original/Studio 2054 Remix | BMG                    | [ 20 ]        |